# Belágua
Belágua là một đô thị thuộc bang Maranhão, Brasil. Đô thị này có diện tích 499,427 km², dân số năm 2007 là 5644 người, mật độ 11,3 người/km².